# Holzruecken
Le Holzruecken est un sommet du massif des Vosges culminant à 1 234 mètres d'altitude.

## Toponymie
Holzruecken provient de l'allemand/alsacien « Holz » signifiant « bois » et « Rücken » désignant la « croupe », donc Holzruecken peut se traduire par « croupe boisée ».